# Gert Hack
Gert Hack (* 1938) ist ein deutscher Motorjournalist und Buchautor.

## Leben
Als Journalist war Hack in erster Linie für auto motor und sport tätig. Dort wurde er in der Redaktion – zusammen mit dem späteren Porsche-Rennleiter Manfred Jantke – wegen seines Fahrstils als einer der beiden Räuber bezeichnet. Im Laufe seines Berufslebens hatte er im Jahre 2001 bereits rund 1500 Modelle getestet.
Er war zusammen mit Dieter Korp Hauptautor der Reihe Jetzt helfe ich mir selbst und Redakteur der vierteljährlich in Stuttgart erscheinenden Motor-Revue. Seine Veröffentlichungen befassen sich vor allem mit Tuning und Automobiltechnik. Sie wurden in mehrere Sprachen übersetzt.
Gert Hack war außerdem fünf Jahre Geschäftsführer von Alpina.
2016 wurde ihm die Goldene Feder des MPC (= Motor Presse Club e. V., Linsengericht) verliehen.

## Publikationen (Auswahl)
- (zusammen mit Dieter Korp); Jetzt helfe ich mir selbst, Bd. 7. VW 1200, 1300, 1500 Käfer : Jetzt mache ich ihn schneller, Stuttgart 1968
- Autos schneller machen: Automobiltuning in Theorie und Praxis, Stuttgart 1968
- Rallyeautos: Tuning, Reglement, Ausrüstung, Stuttgart 1969
- Alles über Diesel-Autos: Diesel-Personenwagen. Entwicklung, Technik, Typologie, Stuttgart 1981
- Turbo-Autos, Turbo-Motoren: Entwicklung, Technik, Tuning, Typologie, Stuttgart 1983
- (zusammen mit Dieter Korp); Jetzt helfe ich mir selbst, Bd. 113. VW Golf, Scirocco, GTI: Jetzt mache ich ihn schneller, Stuttgart 1986
- (zusammen mit Fritz Indra): Mehrventil-Motoren: Entwicklung, Technik, Typen, Stuttgart 1991